# 马里诺·马里尼

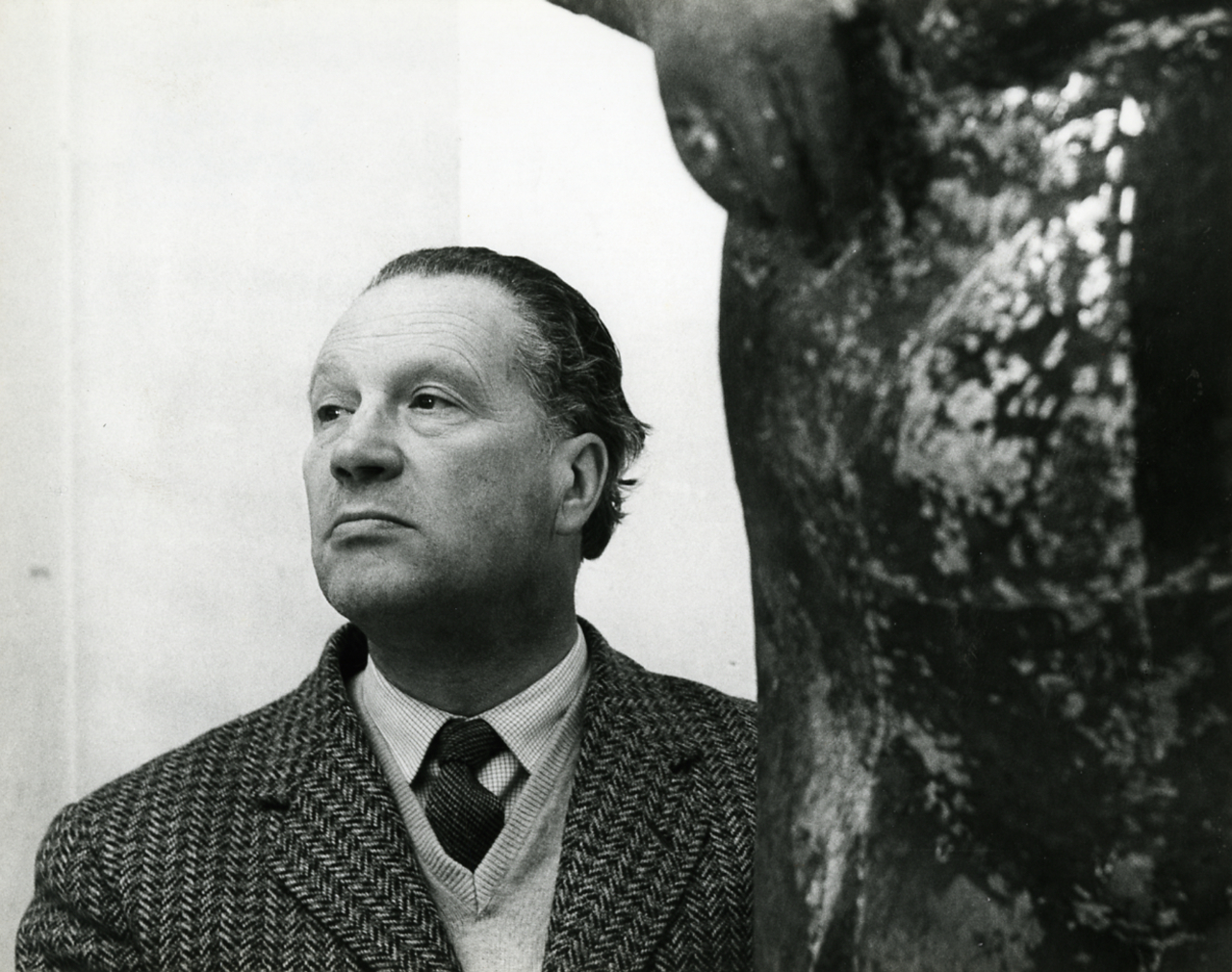
马里诺·马里尼

马里诺·马里尼（1901年2月27日—1980年8月6日）是一位意大利雕塑家和教育家。
1917年，他就读于佛罗伦萨美术学院。他從1922年左右开始創作雕塑作品。1929 年，马里尼成為蒙扎皇家别墅艺术学校的教授，并一直担任该职位直到1940年。
1940年，他成為布雷拉美术学院的教授。  1943年，他流亡瑞士，並在巴塞尔、伯尔尼和苏黎世等地举办展览。  1946年，马里诺·马里尼又在米兰定居。